# Комунарівська сільська рада (Старобешівський район)
| Комунарівська сільська рада — колишній орган місцевого самоврядування у Старобешівському районі Донецької області з адміністративним центром у c. Сарабаш. Сільській раді були підпорядковані населені пункти: - c. Сарабаш - с. Кам'янка - с. Піщане |

## Склад ради
Рада складалася з 16 депутатів та голови.

## Керівний склад сільської ради
| ПІБ                          | Основні відомості                                                         | Дата обрання | Дата звільнення |
| ---------------------------- | ------------------------------------------------------------------------- | ------------ | --------------- |
| Сичов Володимир Васильович   | Сільський голова, 1952 року народження, освіта, член Партії регіонів      | 26.03.2006   | 31.10.2010      |
| Полєвой Олександр Ігорович   | Сільський голова, 1955 року народження, освіта вища, безпартійний         | 31.10.2010   | 11.12.2011      |
| Митрофанова Олена Вікторівна | Сільський голова, 1966 року народження, освіта вища, член Партії регіонів | 11.12.2011   |                 |

Примітка: таблиця складена за даними джерела